# Neotheronia castanea
Neotheronia castanea là một loài tò vò trong họ Ichneumonidae.